# 소프트웨어 프레임워크
컴퓨터 프로그래밍에서 소프트웨어 프레임워크(software framework)는 소기의 목적을 달성하거나 복잡한 문제를 해결하고 서술하는 데 사용되는 기본 개념 구조이다. 간단히 뼈대, 골조(骨組), 프레임워크(framework)라고도 한다. 이렇게 매우 폭넓은 정의는 이 용어를 버즈워드(buzzword)로서, 특히 소프트웨어 환경에서 사용할 수 있게 만들어 준다.

## 예
소프트웨어 프레임워크는 일반적으로 다음을 포함한다:
- 드로잉, 작곡, 기계 CAD[1][2]
- 금융 모델링 애플리케이션[3]
- 지구 시스템 모델링 애플리케이션[4]
- 의사결정 지원 시스템[5]
- 미디어 재생 및 저작
- Ajax 프레임워크 / 자바스크립트 프레임워크
- 웹 프레임워크
- 미들웨어
- Cactus 프레임워크 - 고성능 과학 컴퓨팅
- 애플리케이션 프레임워크 - 일반 GUI 애플리케이션
- 엔터프라이즈 아키텍처 프레임워크
- OpenCV - 컴퓨터 비전 개발 프레임워크

## 종류
- 개념적인 뼈대

## 같이 보기
- 애플리케이션 프레임워크
- 웹 프레임워크
- 뼈대 구조
- 전자정부 표준프레임워크